# Jean Vivien
Jean Vivien, né à Auxerre et mort en juin 1445, est un prélat français du XVe siècle.

## Biographie
Jean Vivien est chanoine d'Auxerre, de Saint-Germain-l'Auxerrois et de Notre-Dame-de-Paris. Il est nommé évêque de Nevers en 1436. Jean Vivien se trouve au concile de Florence en 1438. En 1444, il fonde le chapitre de Notre-Dame de Ternan.